# Shéu Han
Shéu Han (Inhassoro, Moçambique, 3 de agosto de 1953) é um ex-futebolista português. Foi jogador do Benfica de 1970 a 1989.

## Biografia
Atuou a médio enquanto jogador, jogando pelo Benfica 489 vezes marcando 40 golos e vencendo 16 títulos (8 Campeonatos, 6 Taças de Portugal e 2 Super Taças).
Foi internacional por Portugal, alinhando 41 vezes e marcando 2 golos, de 1971 a 1986.
Foi treinador encarnado, disputando 4 jogos na época de 1998/1999 (2 vitórias, 1 empate e 1 derrota).
Foi secretário técnico da equipa encarnada até julho de 2018.